# Profumo (Album)
Profumo (italienisch für „Parfüm“) ist das siebte Studioalbum der italienischen Rocksängerin und Songwriterin Gianna Nannini. Es erschien im Jahr 1986 bei dem Plattenlabel Ricordi.

## Hintergrund
Im Jahr 1986 brachte Gianna Nannini ihr siebtes Studioalbum Profumo heraus. Das aus neun Titeln bestehende Studioalbum wurde von Nannini selbst in Zusammenarbeit mit Conny Plank, der auch als Autor fungierte, produziert. Nannini war zudem an allen Titeln als Autorin beteiligt. Beim Schreibprozess bekam sie dabei unter anderem von Fabio Pianigiani und Raffaella Riva Unterstützung. Es ist ihr zweites Album, das sich in allen D-A-CH-Ländern platzieren konnte.
Das schwarzweiße Frontcover zeigt Nanninis Gesicht vor einem dunklen Hintergrund.

## Titelliste
| Nr. | Titel               | Autor(en)                                                     | Produzent(en)               | Länge |
| --- | ------------------- | ------------------------------------------------------------- | --------------------------- | ----- |
| 1.  | Bello e impossibile | Gianna Nannini, Fabio Pianigiani                              | Gianna Nannini, Conny Plank | 4:43  |
| 2.  | Profumo             | Gianna Nannini, Fabio Pianigiani                              | Gianna Nannini, Conny Plank | 3:51  |
| 3.  | Come una schiava    | Gianna Nannini, Fabio Pianigiani, Raffaella Riva              | Gianna Nannini, Conny Plank | 5:12  |
| 4.  | Gelosia             | Gianna Nannini, Conny Plank, Fabio Pianigiani, Raffaella Riva | Gianna Nannini, Conny Plank | 3:09  |
| 5.  | Seduzione           | Gianna Nannini, Fabio Pianigiani, Raffaella Riva              | Gianna Nannini, Conny Plank | 3:30  |
| 6.  | Quale amore         | Gianna Nannini, Fabio Pianigiani                              | Gianna Nannini, Conny Plank | 5:09  |
| 7.  | Avventuriera        | Gianna Nannini, Fabio Pianigiani, Raffaella Riva              | Gianna Nannini, Conny Plank | 4:05  |
| 8.  | Quante mani         | Gianna Nannini, Fabio Pianigiani                              | Gianna Nannini, Conny Plank | 3:32  |
| 9.  | Terra straniera     | Gianna Nannini, Fabio Pianigiani                              | Gianna Nannini, Conny Plank | 6:15  |

## Kommerzieller Erfolg

### Chartplatzierungen
| ChartsChartplatzierungen | Höchstplatzierung | Wochen |
| ------------------------ | ----------------- | ------ |
| Deutschland (GfK)        | 20 (24 Wo.)       | 24     |
| Italien (FIMI)           | 3 (26 Wo.)        | 26     |
| Österreich (Ö3)          | 4 (16 Wo.)        | 16     |
| Schweiz (IFPI)           | 3 (15 Wo.)        | 15     |

### Auszeichnungen für Musikverkäufe
| Land/Region        | Auszeichnungen für Musikverkäufe (Land/Region, Auszeichnung, Verkäufe) | Verkäufe |
| ------------------ | ---------------------------------------------------------------------- | -------- |
| Deutschland (BVMI) | Gold                                                                   | 250.000  |
| Italien (FIMI)     | Platin                                                                 | 100.000  |
| Österreich (IFPI)  | Gold                                                                   | 25.000   |
| Schweiz (IFPI)     | Platin                                                                 | 50.000   |
| Insgesamt          | 2× Gold · 2× Platin ·                                                  | 425.000  |